# 50 kilometer gång för herrar i friidrott vid olympiska sommarspelen 2012

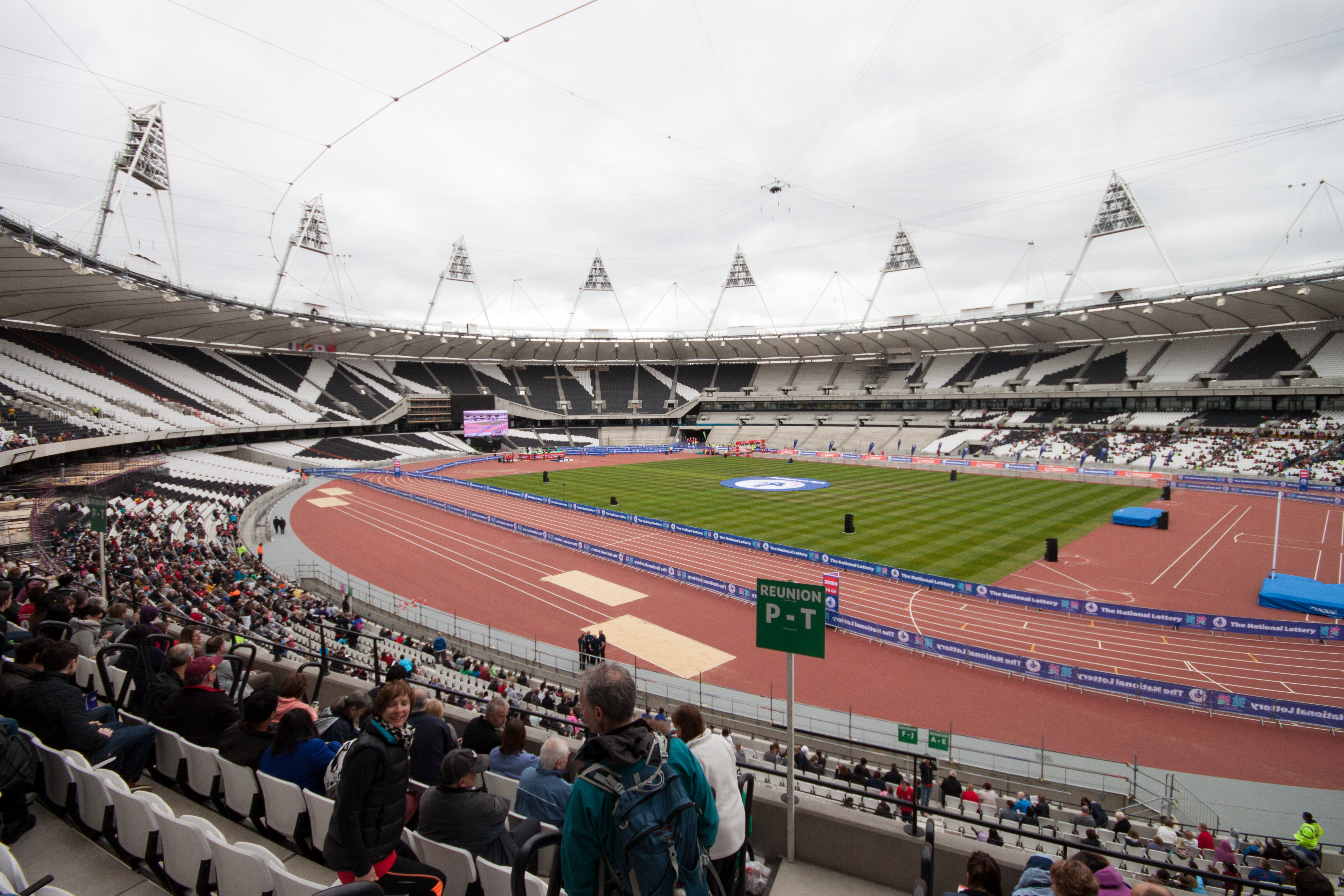
Londons Olympiastadion

Herrarnas 50 kilometer gång vid olympiska sommarspelen 2012, i London i Storbritannien avgjordes den 11 augusti utanför bland annat The Mall och Constitution Hill. Tävlingens regler är enkla; den tävlande som först korsade mållinjen vann tävlingen.

## Medaljörer
| Gren              | Guld                     | Guld                     | Silver           | Silver           | Brons                   | Brons                   |
| 50 kilometer gång | Jared Tallent Australien | Jared Tallent Australien | Si Tianfeng Kina | Si Tianfeng Kina | Robert Heffernan Irland | Robert Heffernan Irland |

## Teckenförklaring
- Q innebär avancemang utifrån placering i heatet.
- q innebär avancemang utifrån total placering.
- DNS innebär att personen inte startade.
- DNF innebär att personen inte fullföljde.
- DQ innebär diskvalificering.
- NR innebär nationellt rekord.
- OR innebär olympiskt rekord.
- WR innebär världsrekord.
- AR innebär världsdelsrekord (i detta fall afrikanskt) rekord
- PB innebär personligt rekord.
- SB innebär säsongsbästa.

## Rekord
Före tävlingarna gällde dessa rekord:

## Program
Tider anges i lokal tid, det vill säga västeuropeisk sommartid (UTC+1).
11 augusti – Final

## Resultat
| Placering | Idrottare             | Nation         | Tid     | Noteringar |
| --------- | --------------------- | -------------- | ------- | ---------- |
| 1         | Jared Tallent         | Australien     | 3:36.53 | PB         |
| 2         | Si Tianfeng           | Kina           | 3:37.16 | PB         |
| 3         | Robert Heffernan      | Irland         | 3:37.54 | NR         |
| 4         | Li Jianbo             | Kina           | 3:39.01 | PB         |
| 5         | Matej Tóth            | Slovakien      | 3:41.   |            |
| 6         | Łukasz Nowak          | Polen          | 3:42.47 | PB         |
| 7         | Kōichirō Morioka      | Japan          | 3:43.14 | PB         |
| 8         | André Höhne           | Tyskland       | 3:44.26 | SB         |
| 9         | Bertrand Moulinet     | Frankrike      | 3:45.35 | PB         |
| 10        | Park Chil-sung        | Sydkorea       | 3:45.55 | NR         |
| 11        | Ivan Trotski          | Belarus        | 3:46.09 | PB         |
| 12        | Jarkko Kinnunen       | Finland        | 3:46.25 | PB         |
| 13        | Horacio Nava          | Mexiko         | 3:46.59 | SB         |
| 14        | Marco De Luca         | Italien        | 3:47.19 | SB         |
| 15        | Rafał Sikora          | Polen          | 3:47.47 |            |
| 16        | Igor Glavan           | Ukraina        | 3:48.07 | PB         |
| 17        | Jesús Ángel García    | Spanien        | 3:48.32 |            |
| 18        | Trond Nymark          | Norge          | 3:48.37 | SB         |
| 19        | Nathan Deakes         | Australien     | 3:48.45 |            |
| 20        | Omar Zepeda           | Mexiko         | 3:49.14 |            |
| 21        | Christopher Linke     | Tyskland       | 3:49.19 |            |
| 22        | Alexandros Papamihail | Grekland       | 3:49.56 | NR         |
| 23        | Luke Adams            | Australien     | 3:53.41 |            |
| 24        | Emerson Hernandez     | El Salvador    | 3:53.57 | NR         |
| 25        | José Leyver           | Mexiko         | 3:55.00 |            |
| 26        | Brendan Boyce         | Irland         | 3:55.01 | PB         |
| 27        | Quentin Rew           | Nya Zeeland    | 3:55.03 | PB         |
| 28        | Cedric Houssaye       | Frankrike      | 3:55.16 |            |
| 29        | Marc Mundell          | Sydafrika      | 3:55.32 | AR         |
| 30        | Fredy Hernández       | Colombia       | 3:56.00 | PB         |
| 31        | Yim Junghyun          | Sydkorea       | 3:56.34 | SB         |
| 32        | Sergij Budza          | Ukraina        | 3:56.35 |            |
| 33        | Basanta Bahadur Rana  | Indien         | 3:56.48 | NR         |
| 34        | Zhao Jianguo          | Kina           | 3:56.59 |            |
| 35        | Kim Dong-Young        | Sydkorea       | 3:57.33 |            |
| 36        | Marius Cocioran       | Rumänien       | 3:57.52 | PB         |
| 37        | Pedro Isidro          | Portugal       | 3:58.59 |            |
| 38        | Antti Kempas          | Finland        | 4:01.50 |            |
| 39        | Mikel Odriozola       | Spanien        | 4:02.48 | SB         |
| 40        | John Nunn             | USA            | 4:03.28 | PB         |
| 41        | Maciej Rosiewicz      | Georgien       | 4:05.20 | SB         |
| 42        | Igors Kazakevičs      | Lettland       | 4:06.47 |            |
| 43        | Tadas Šuškevičius     | Litauen        | 4:08.16 |            |
| 44        | Xavier Moreno         | Ecuador        | 4:09.23 |            |
| 45        | Milos Batovsky        | Slovakien      | 4:09.32 |            |
| 46        | Vitalij Anitjkin      | Kazakstan      | 4:14.09 |            |
| 47        | Benjamin Sánchez      | Spanien        | 4:14.40 |            |
| 48        | Dominic King          | Storbritannien | 4:15.05 |            |
| –         | Rafał Fedaczyński     | Polen          | DNF     |            |
| –         | Nenad Filipović       | Serbien        | DNF     |            |
| –         | Takayuki Tani         | Japan          | DNF     |            |
| –         | João Vieira           | Portugal       | DNF     |            |
| –         | Edward Araya          | Chile          | DQ      |            |
| –         | Erick Barrondo        | Guatemala      | DQ      |            |
| –         | Andrés Chocho         | Ecuador        | DQ      |            |
| –         | Yohann Diniz          | Frankrike      | DQ      |            |
| –         | Colin Griffin         | Irland         | DQ      |            |
| –         | Oleksij Kazanin       | Ukraina        | DQ      |            |
| –         | Jaime Quiyuch         | Guatemala      | DQ      |            |
| –         | Yuki Yamazaki         | Japan          | DQ      |            |
| –         | Sergej Kirdjapkin     | Ryssland       | 3:35.59 | OR, 0DSQ0  |
| –         | Igor Jerochin         | Ryssland       | 3:37.54 | PB, 0DSQ0  |
| –         | Sergej Bakulin        | Ryssland       | 3:38.55 | 0DSQ0      |